# Кавтарадзе, Георгий Георгиевич
Гео́ргий Гео́ргиевич Кавтара́дзе (груз. გიორგი გიორგის ძე ქავთარაძე; 2 апреля 1940, Тбилиси — 20 декабря 2020, Тбилиси) — советский и грузинский актёр, сценарист, режиссёр. Народный артист Грузинской ССР (1982).

## Биография
Родился 2 апреля 1940 года в Тбилиси Грузинской ССР. В 1958 году окончил тбилисскую среднюю школу № 23.
Окончил режиссёрский факультет Тбилисского театрального института им. Ш. Руставели (1967).
С 17 лет работал в Тбилисском академическом театре имени К. Марджанишвили, был рабочим сцены, режиссёром и актёром этого театра.
С 1962 — актёр и режиссёр (с 1967) Тбилисского академического драматического театра имени Ш. Руставели, вернулся в этот театр в 1973 году.
В 1969—1972 — главный режиссёр Батумского театра им. И. Чавчавадзе.
С 1974 и по 1976 год — педагог кафедры актёрского мастерства Тбилисского театрального института им. Ш. Руставели.
В 1976—1982 — директор Кутаисского театра имени Л. Месхишвили.
С 1982 — художественный руководитель и директор Сухумского драматического театра им. К. Гамсахурдия. После войны в Абхазии переехал в Тбилиси и получил пост художественного руководителя русского драматического театра имени Грибоедова, где работал до 1999 года. В 1999—2004 годах работал художественным руководителем драматического театра в Рустави.
В кино — с 1964 года. В 1992 году Кавтарадзе снял свой единственный фильм «Золотой паук».
Наряду с кинематографической и театральной карьерой Георгий Кавтарадзе занимался и политикой. В 1990—1991 году он был членом Верховного Совета от Единой коммунистической партии Грузии и одним из подписавших Акт о восстановлении государственной независимости Грузии 9 апреля 1991 года. В 2012—2016 годах Кавтарадзе был членом парламента Грузии и мажоритарным депутатом от округа Зестафони, представляя блок Бидзины Иванишвили «Грузинская Мечта».
Умер 20 декабря 2020 года в Тбилиси. Похоронен в пантеоне общественных деятелей на горе Махата.

## Фильмография

### Актёр
- 1964 — Свадьба — парень
- 1965 — Лебедев против Лебедева — Гоги, коллега Вальки Смирнова из Тбилиси
- 1965 — Простите, вас ожидает смерть — зубной врач-самозванец
- 1966 — Он убивать не хотел — Кочойя
- 1968 — По Руси — Шакро Птадзе, бродячий князь
- 1968 — Тревога — Караман
- 1968 — При дороге
- 1969 — Не горюй! — Лука
- 1970 — Буба (новелла в киноальманахе «Как стать мужчиной»)
- 1971 — Красный дипломат — Авель Енукидзе
- 1972 — Белые камни (новелла в одноимённом киноальманахе)
- 1972 — Чари-рама — Гурам
- 1972 — Весенний вечер — регулировщик
- 1972 — Старые зурначи — лейтенант милиции
- 1973 — Мелодии Верийского квартала — Катамадзе, полицейский
- 1973 — Щелчки — сотрудник
- 1975 — Любовь с первого взгляда — прохожий в канотье
- 1975 — Побег на рассвете — Теофиле
- 1976 — По законам гостеприимства (новелла в киноальманахе «100 грамм для храбрости») — Георгий
- 1976 — Поди-ка разберись — высокий чиновник
- 1976 — Подранки — учитель физкультуры
- 1978 — Запасное колесо — Гоги
- 1981 — Новые приключения муравья и блохи — Кот в сапогах
- 1981 — Будь здоров, дорогой
- 1985 — В одном маленьком городе — Джанико Квривиани, журналист
- 1985 — Возвращение Будулая — Самсон
- 1985 — Семья — Резо
- 1987 — Доченька — Георгий Георгиевич
- 1988 — Бывает же — Ираклий
- 1990 — Николай Вавилов — Сталин
- 1991 — Привал странников — Гиви Ломидзе
- 1992 — Золотой паук — Иван Гиоргадзе
- 2002 — Дронго — Автандил Михайлович, вице-премьер Аджарии

### Режиссёр
- 1992 — Золотой паук

### Сценарист
- 1992 — Золотой паук

## Театры, с которыми работал Г. Кавтарадзе
- 1969—1972 — Грузинский батумский театр имени И. Чавчавадзе
- Таганрогский ордена Почёта драматический театр имени А. П. Чехова

Ростовский академический театр драмы им. М. Горького
https://ru.m.wikipedia.org/wiki/Ростовский_театр_драмы_имени_М._Горького

## Награды и премии
- Заслуженный деятель искусств Грузинской ССР.
- Народный артист Грузинской ССР (1982).
- Народный артист Абхазской АССР (1983).
- Лауреат премии им. Котэ Марджанишвили (1987).
- Государственная премия Грузинской ССР (1987).
- Орден Чести (1992).
- Орден Чести (1998)[3].
- Государственная премия Грузии (31 декабря 2002 года)[4].